# Santa Helena (Maranhão)
Santa Helena est une municipalité brésilienne située dans l'État du Maranhão.